# High Mileage
High Mileage è il settimo album in studio del cantante di musica country statunitense Alan Jackson, pubblicato nel 1998.

## Tracce
1. Right on the Money – 3:49 (Charlie Black, Phil Vassar)
2. Gone Crazy – 3:49 (Jackson)
3. Little Man – 4:27 (Jackson)
4. What a Day Yesterday Was – 3:47 (Mel Besher, Charlie Craig)
5. Hurtin' Comes Easy – 3:01 (Jackson)
6. I'll Go On Loving You – 3:58 (Kieran Kane)
7. Another Good Reason – 4:26 (Harley Allen, Carson Chamberlain)
8. A Woman's Love – 3:53 (Jackson)
9. Dancin' All Around It – 2:56 (Chamberlain, Brian Tabor, Michael White)
10. Amarillo – 4:11 (Jackson)